# Schloss Selles

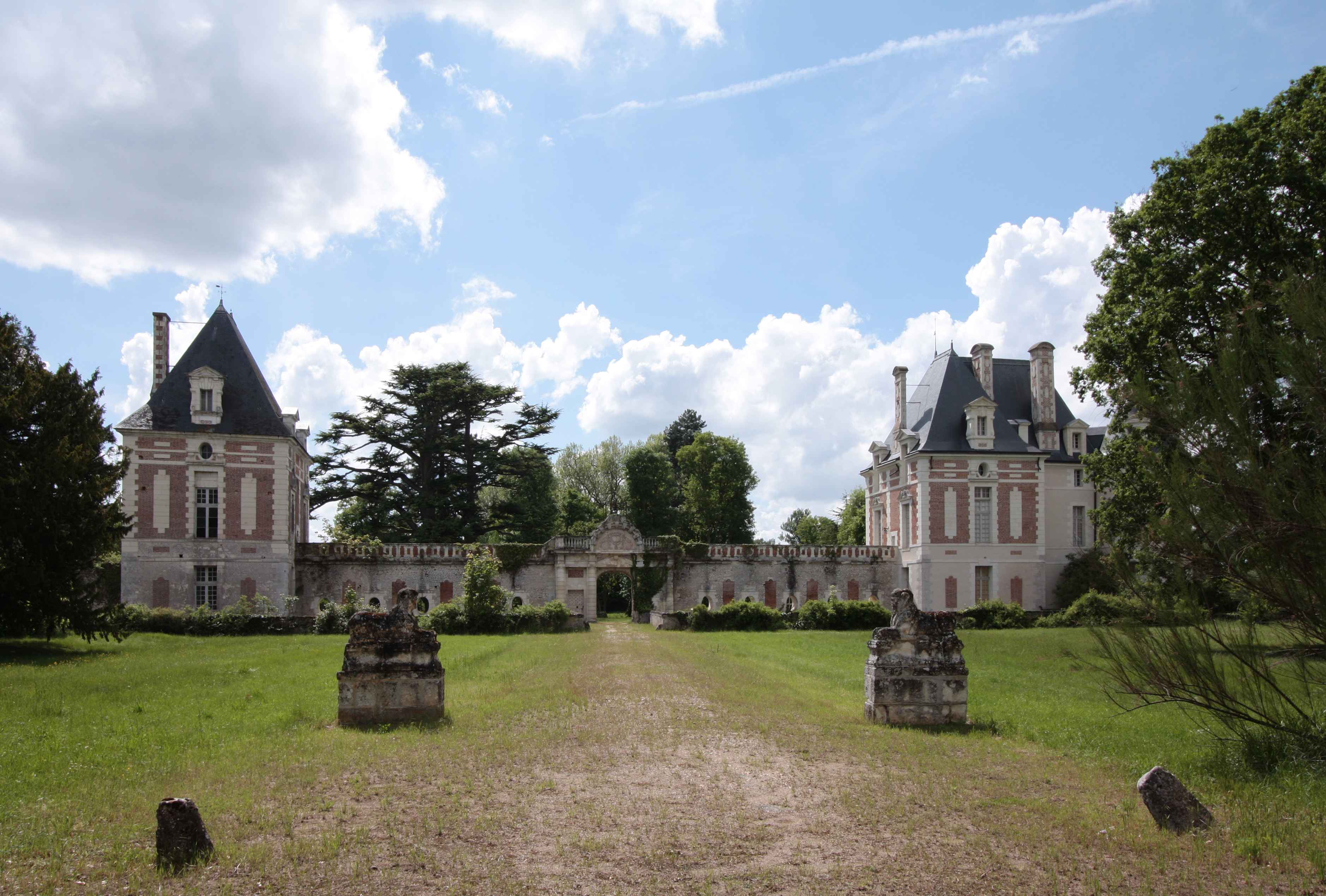
Renaissance-Pavillons, verbunden durch eine Arkadenmauer

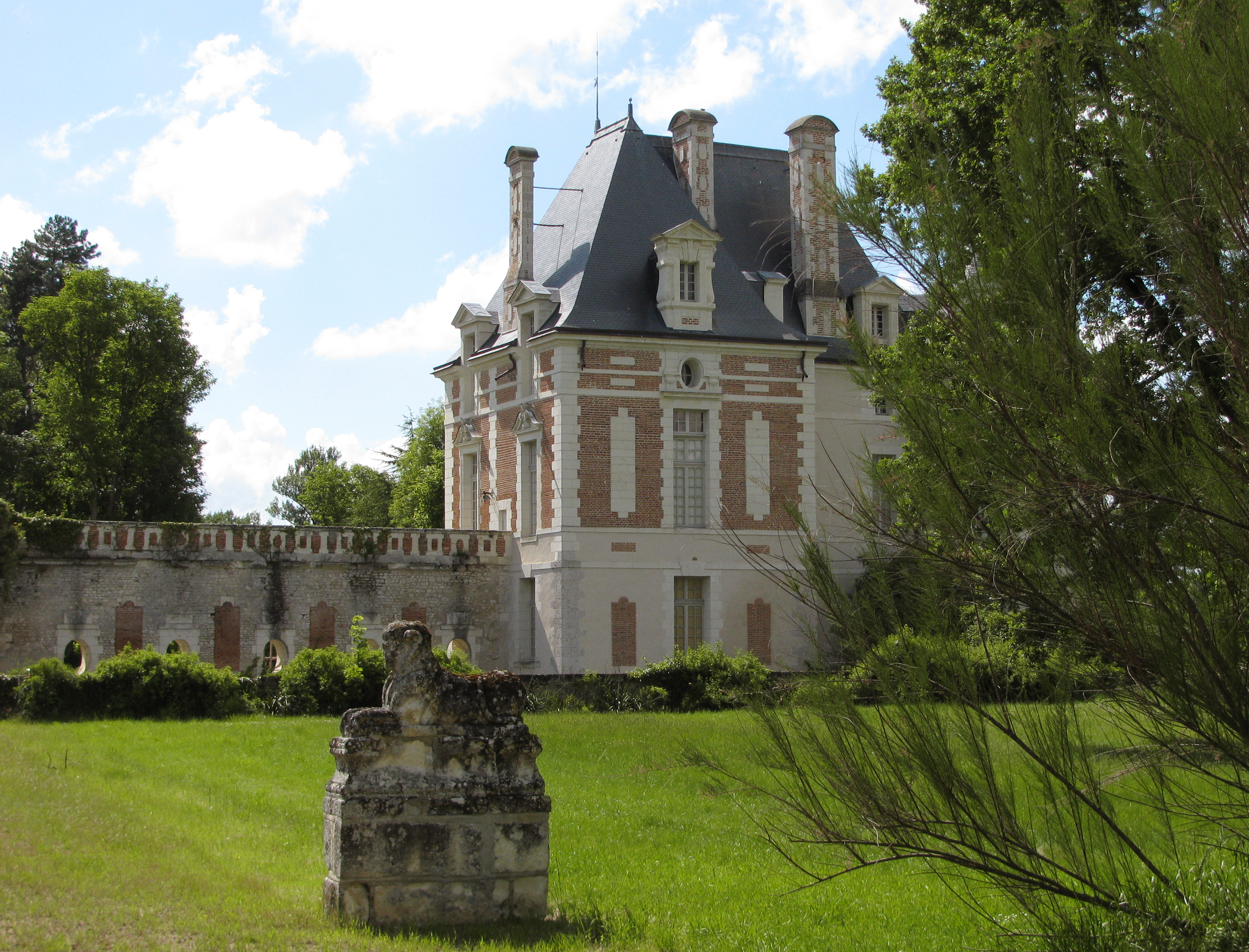
Der Pavillon Béthune auf der Flussseite

Das Schloss Selles befindet sich in der französischen Gemeinde Selles-sur-Cher im Département Loir-et-Cher der Region Centre-Val de Loire. Die noch erhaltenen Bauten der Anlage stehen seit 1926 unter Denkmalschutz.

## Geschichte
1212 baute Robert de Courtenay die 1142 ursprünglich von Ginon de Mehun errichtete und von Richard Löwenherz geschleifte Festungsanlagen wieder auf. Im 15. Jahrhundert gehörte die Festung dem Haus La Trémoille. 1604 erwarb Philippe de Béthune, Bruder von Sully, das Land und errichtete innerhalb einer durch Wassergräben abgegrenzten Einfriedung ein neues Schloss, das Pariser und königlichen Einfluss verriet. 1787 wurde der Hauptteil der Anlage zerstört, und 1813 wurde das gesamte Schloss durch die nachrevolutionären spekulativen Aktivitäten (Bande noire) vollständig verwüstet.
König Karl VII. hielt sich mehrfach im Schloss auf; 1424 versammelte er hier die Generalstände und hielt 1429 vor der Befreiung von Orléans eine Ratssitzung ab. Ludwig XI. kam 1471 in das Schloss am Cher, Ludwig XII. im Jahr 1509. Die Königin von Polen, Maria Kazimiera Sobieska, hielt sich hier im Jahr 1696 auf.

## Architektur
Von der Schlossanlage Selles zeugen heute nur noch die erhaltene rechteckige Wehrmauer. Auch der Wassergraben und die überquerenden Brücken existieren noch. Östlich davon liegen zwei helle Renaissance-Gebäude aus dem 17. Jahrhundert, die an den Stil des Place des Vosges in Paris erinnern. Die beiden Bauten sind durch eine lange begehbare Arkadenmauer mit Rundfenstern miteinander verbunden, die ein Triumphbogenportal in der Mitte hat. Der Pavillon Béthune rechts vom Eingang stieß ehemals an die heute verschwundenen Wohntrakte, die sich über 34 Meter am Fluss entlang erstreckten. In ihm befindet sich das Schlafzimmer der polnischen Königin. Außerdem gibt es dort einen schönen Waffensaal. Der gesamte Komplex besteht aus Ziegelstein und Kalktuff. 
Das Schloss war im Mai 2009 längerfristig nicht zu besichtigen.